# Epiteto
L'epìteto (in greco antico: ἐπίθετος?, epíthetos, "aggiunto") è l'accostamento, generalmente al sostantivo, di un aggettivo. Si distinguono due tipi di epiteti: formulari, nei quali ricorre una formula descrittiva ricorrente, e attributivi, più variegati che invece hanno una pura funzione oggettivistica.

## Descrizione
Gli epiteti servono al lettore per riconoscere e ricordarsi meglio di quale personaggio si parla; possono essere usati come soprannomi gloriosi. Sono molto frequenti nell'epica omerica. L'epiteto può essere completamente scollegato dal contesto in cui viene menzionato. Può avere uno scopo puramente descrittivo, elogiativo, oppure anche ingiurioso.  
Un esempio di epiteto è Achille "piè veloce" o "Pelide" (in riferimento al suo patronimico) oppure Lorenzo "il Magnifico", quest'ultimo appellativo di cortesia. Inoltre l'epiteto (detto anche "epiteto fisso") viene usato in molte formule religiose in quasi tutte le lingue.